# Ostrowo-Młyn
Ostrowo-Młyn – osada w Polsce, w województwie wielkopolskim, w powiecie wągrowieckim, w gminie Wągrowiec.
Do 2023 miejscowość była częścią wsi Wiatrowiec.
Wieś Ostrowski Młyn, własność konwentu cystersów w Wągrowcu, położona była w XVII wieku w powiecie kcyńskim województwa kaliskiego. W latach 1975–1998 Ostrowo-Młyn administracyjnie należało do województwa pilskiego.